# István Gelencsér
István Gelencsér (* 9. Juli 1933 in Újdombóvár) ist ein ehemaliger Offizier in der Volksrepublik Ungarn und zuletzt Generalmajor (Vezérőrnagy) im Innenministerium (Belügyminisztérium) sowie von 1974 bis 1990 Chef des Polizeipräsidiums im Komitat Zala.

## Leben
István Gelencsér, Sohn von Katalin Szalavári, arbeitete nach dem Besuch von acht Klassen der allgemeinen Schulen zwischen November und Dezember 1950 kurzzeitig als Hilfsarbeiter und Brigadier sowie nach dem Besuch eines einmonatigen Folklorekurses in Szeged von Februar bis April 1951 als Dozent für Folklore in der Folkloreabteilung des Komitats Somogy. Im Mai 1951 wurde er zum Militärdienst im Luftverteidigungs-Signalartillerie-Regiment der Volksarmee in Hajdúhadháza eingezogen, aber bereits am 30. Juni 1951 als Sergeant (Őrmester) der Staatsschutzbehörde ÁVH (Államvédelmi Hatóság) in Kaposvár sowie daraufhin am 1. Oktober 1951 in Barcs zugewiesen. Nach seiner dortigen Beförderung zum Unterleutnant (Alhadnagy) besuchte er vom 16. Juli bis November 1952 einen operativen Staatsverteidigungskurs in Szeged. Er war im Anschluss von November 1952 bis September 1955 in verschiedenen Funktionen der ÁVH-Behörde des Komitats Somogy tätig und wurde dort im Februar 1954 zum Leutnant (Hadnagy) befördert. Anschließend absolvierte er zwischen dem 10. September 1955 und Juli 1956 einen Fortgeschrittenenlehrgang der „Feliks Dzierżyński“-Offiziersausbildungsschule des Innenministeriums BM(Belügyminisztérium) und war danach von Juli bis Oktober 1956 in der Polizeidienststelle des Komitats Somogy tätig, ehe er nach der Niederschlagung des Volksaufstandes (23. Oktober bis 4. November 1956) zwischen November 1956 und Januar 1957 zu den Streitkräften in diesem Komitat abgeordnet wurde. Danach fand er zwischen dem 22. Januar 1957 und Mai 1959 abermals verschiedene Verwendungen in der Polizeidienststelle des Komitats Somogy und erhielt dort am 4. April 1957 seine Beförderung zum Oberleutnant (Főhadnagy). Nachdem er zwischen Mai und August 1959 einen Vorbereitungskurs des Innenministeriums in Russisch besucht hatte, absolvierte er vom 14. August 1959 bis zum 28. Juli 1963 ein Studium der Rechtswissenschaften an der Hochschule des KGB in Moskau und wurde nach dessen Abschluss als Rechtsanwalt zugelassen. Zugleich wurde er in dieser Zeit zum Hauptmann (Százados) befördert.
Nach seiner Rückkehr war Gelencsér vom 1. August 1963 bis zum 14. September 1965 stellvertretender Leiter einer Abteilung im Polizeipräsidium des Komitats Somogy und erhielt als solcher am 21. Oktober 1964 seine Beförderung zum Major (Őrnagy). Er war zwischen dem 15. September 1965 und dem 30. April 1969 Sekretär der Parteikomitees der Ungarischen Sozialistischen Arbeiterpartei MSZMP (Magyar Szocialista Munkáspárt) in den Polizeidienststellen des Komitats Somogy. Er absolvierte zudem ein Studium an der Fakultät für Politikwissenschaften und Recht ÁJTK (Állam- és Jogtudományi Kara) der Eötvös-Loránd-Universität (ELTE) und schloss dort 1966 seine Promotion zum Doktor der Rechte im Bereich Staatsbürgerschaftsrecht ab. Am 1. Mai 1969 wurde er stellvertretender Polizeichef des Komitats Somogy und verblieb in dieser Funktion bis zum 30. Juni 1974. In dieser Verwendung wurde er am 7. November 1969 zum Oberstleutnant (Alezredes) befördert und besuchte zudem 1973 einen Propagandalehrgang der Parteihochschule der MSZMP. Zuletzt wurde am 1. Juli 1974 Chef des Polizeipräsidiums im Komitat Zala und wurde daraufhin am 7. November 1976 zum Oberst (Ezredes) befördert. 1978 besuchte er einen dreimonatigen Führungslehrgang sowie 1983 einen Managementlehrgang im Fachbereich Politik an der Parteihochschule der MSZMP. Er wurde am 1. Oktober 1984 noch zum Generalmajor (Vezérőrnagy) befördert und verblieb in der Funktion als Polizeichef des Komitats Zala bis zu seinem Ausscheiden aus dem Dienst am 31. Januar 1990, wenige Wochen nach dem Niedergang des Kádár-Systems und des Zusammenbruchs des Kommunismus.

## Weblink
- Gelencsér István, dr. In: Historisches Archiv der Staatssicherheitsdienste (Állambiztonsági Szolgálatok Történeti Levéltára). Abgerufen am 3. März 2023 (ungarisch).

| Personendaten    | Personendaten            |
| ---------------- | ------------------------ |
| NAME             | Gelencsér, István        |
| KURZBESCHREIBUNG | ungarischer Generalmajor |
| GEBURTSDATUM     | 9. Juli 1933             |
| GEBURTSORT       | Újdombóvár               |